# Ельдар Гасимов
Ельда́р Гаси́мов (також Ельдар Касумов) (азерб. Eldar Qasımov, англ. Eldar Gasimov; нар. 4 червня 1989 року, Баку, Азербайджан) — азербайджанський співак, переможець пісенного конкурсі Євробачення 2011.

## Біографія
Ельдар Гасимов народився 4 червня 1989 року в Баку. З 1995 до 2006 року навчався школі. Водночас з 2001 по 2005 рік навчався в музичній школі (по класу фортепіано), яку закінчив з відзнакою. У 2004 і 2008 роках вигравав конкурс у програмі з обміну студентів (оскільки вільно розмовляє німецькою мовою) і двічі протягом місяця перебував у Німеччині. У 2008 році опановував вокал, акторську майстерність і сценічне мовлення в німецькій школі вокалу.
З 2006 по 2010 рік Ельдар був студентом Бакинського слов'янського університету, навчався на факультеті міжнародних відносин. Закінчив університет з червоним дипломом. У 2010 році вступив до магістратури в БСУ за спеціальністю міжнародні відносини.

## Євробачення 2011
У 2011 році разом з Нігяр Джамал взяв участь в азербайджанському відборі на Євробачення — Milli Seçim Turu 2010. Дует виграв конкурс з 11 очками, і це надало можливість Ельдару і Нігяр представити Азербайджан на пісенному конкурсі Євробачення 2011, який проходив у травні 2011 року в Дюссельдорфі, Німеччина. Дует здобув переконливу перемогу, отримавши 221 бал. Тоді по 12 балів віддали Азербайджану — Росія, Туреччина, Мальта; 10 балів — Україна, Сан-Марино, Хорватія, Румунія, Молдова.
Пісня «Running Scared» написана шведською авторською командою — Стефаном Орном, Сандрой Б'юрман і Аяном Фаргухансоном. Цей же гурт написав пісню для іншої виконавиці від Азербайджану на «Євробаченні» — Сафурі Алізаде («Drip Drop»).

## Цікаво
Підготовку азейбарджанських артистів до конкурсу Євробачення щороку проводить українська команда на чолі з Олександром Ксенофонтовим — продюсером і чоловіком співачки Руслани — тріумфаторки Євробачення 2004 року.